# 노루발풀

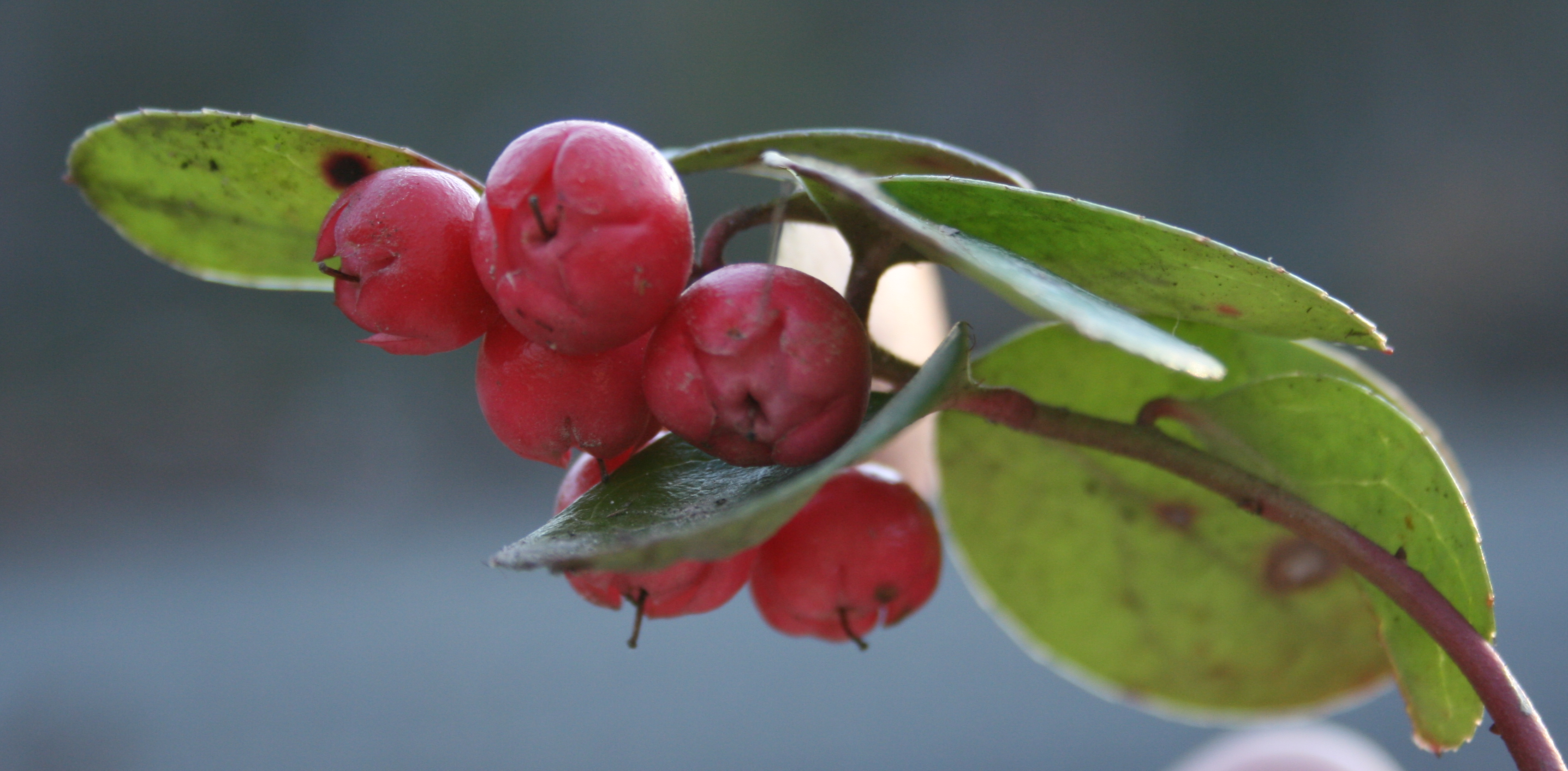
펜실베니아주 파운틴 스프링스의 가울테리아속

노루발풀(영어: wintergreen)은 방향 식물의 한 부류이다. "윈터그린"이라는 용어는 한 때 겨울 내내 녹색을 유지(광합성을 계속)하는 식물을 일반적으로 지칭했었다. 이제 이러한 특성에 대해 "에버그린"이라는 용어가 보다 일반적으로 사용된다.

## 같이 보기
- 방향유

## 참고 문헌
- Beck TR, Beck JB (1963). Elements of Medical Jurisprudence, ed 11. Philadelphia, JB Lippincott, 1963.
- Stevenson CA (1937). "Oil of wintergreen poisoning". Med Sci 193:772–788.
- McGuigan MA (1987). "A two-year review of salicylate deaths in Ontario". Arch Intern Med 147:510–512.